# Обединена велика ложа на Русия
Обединената велика ложа на Русия (на руски: Объединённая великая ложа России), съкратено ОВЛР, е традиционна масонска ложа в Русия.
Обединява 11 ложи в Москва, Санкт Петербург, Ставропол и Ростов на Дон. Създадена е на нейна асамблея в Санкт Петербург на 11 октомври 2008 г.

## Предистория

### Руска велика регулярна ложа
През март 2001 г. Великата ложа на Русия са напуснали около 100 масони. Причината за напускането е станало несъгласие на братята с вътрешната политика, която се провежда от тогавашното ръководство. От тритомника по история на руското масонство през XX век на историка масон А. И. Серков става ясно, че са напуснали следните ложи: „Хармония“ № 1, „Лотос“ № 2, „Астрея“ № 3, „Юпитер“ № 7, „Четиримата короновани“ № 8 и „Орион“ № 15.
На 16 април 2001 година е проведена учредителна асамблея след която е било обявено за създаването на „Руската велика регулярна ложа“ (РВРЛ). Съгласно материалите от речника „Масони“ на доктора на историческите науки С. П. Карпачов, РВЛР е почнала да прави усилия да бъде получи признание от Обединената велика ложа на Англия и англо-саксонските велики ложи.
От 2003 до 2005 година в Санкт-Петербург са създадени още 3 ложи: „Сфинкс“, „Пеликан“ и „Възкресение“. На основата на четирите ложи („Астрея“, „Сфинкс“, „Пеликан“ и „Въскресение“), под юрисдикцията на РВЛР през 2005 година, в Санкт-Петербург е била създадена „Великая провинциална ложа на Санкт-Петербург“.

### Обединение
През 2007 година след асамблеята на ВЛР от нея са напуснали група масони, членове на „Хармония“, „Лотос“, „Феникс“ и А. С. Пушкин, в количество 30 души. Тази група масони е провела среща с членовете на Руската велика регулярна ложа, по време на която е било взето решение за обединяване и избиране на своето име – Велика ложа на Русия (ВЛР). Към новото название е било добавено уточнение – ръководена от великия майстор А. С.

## Създаване на Обединената велика ложа на Русия
През юни месец 2008 година някои членове на ВЛР взимат решение да установят контакт с Великата ложа на Франция.
Историята на окончателното оформяне и поява на Обединената велика ложа на Русия (ОВЛР) в днешното и качество описва историка на масонството А. И. Серков:
На 11 октомври 2008 година, по време на своята тържеествена асамблея, под патронажа на Великата ложа на Франция е била учредена Обединената велика ложа на Русия. На Обединената велика ложа на Русия е бил издаден патент от Великата ложа на Франция за право на провеждането на работи по Древния и приет шотландски устав. В Обединената велика ложа на Русия при учредяването и са включени 11 ложи.
През януари месец 2009 година в състава на ОВЛР влизат две харковски ложи – „Геометрия“ и „Феникса на Украйна“.

## Принципи на ОВЛР
- В Обединената велика ложа на Русия се допускат към посвещаване само лица от мъжки пол, които са достигнали 21 годишна възраст, вярващи във Великия Архитект на вселената, които имат добра репутация и не се осъждани.
- Обединената велика Ложа на Русия осъществява своите масонски трудове За Слава на Великия Архитект на Вселената. Всички клетви се произнасят на трите велики светини за масонството: Книгата на свещения закон, винкела и пергела. По време на работата, която се извършва в ложите светините се поставят на олтара.
- Обединената велика ложа на Русия провъзгласява своята нерушима вярност и всеобхватна преданост към Родината. В ложите са забранени всякакви спорове за политика и религия.
- В своята масонска дейност Обединената велика ложа на Русия се ръководи от Конституцията и Генералния регламент на ОВЛР, Древните основи на волните зидари, Конституциите на Джеймс Андерсън и Масонските ландмарки на Албърт Маккей[3].

## Ложи на ОВЛР
1. „Хармония“ (Москва)
2. „Лотос“ (Москва)
3. „Астрея“ (Санкт-Петербург)
4. „Сфинкс“ (Санкт-Петербург)
5. „Пеликан“ (Санкт-Петербург)
6. „Въскресение“ (Санкт-Петербург)
7. „Юпитер“ (Москва)
8. „Четиримата короновани“ (Москва)
9. „Тетрактис“ (Москва)
10. „Орион“ (Москва)
11. „Феникс“ (Москва)[1][3]

В състава на ложите на ОВЛР има представители на всякакви професии: учени, военни, бизнесмени, творчески работници, педагози, лекари, държавни служители, свещеници – хора от всички възрасти и всякакви политически и религиозни възгледи.
Общата численост на ОВЛР е 200 масона.

## Храм на ОВЛР
- Преддверието на храма
- Помещение за провеждане на ритуал в Трапезната ложа
- Помещение за провеждане на събрания
- Помещение за провеждане на събрания (вид от Изтока на ложата)

## Паметни медали на ОВЛР
- Медал „строител на Храма на ОВЛР“